# 越前美山農業協同組合
越前美山農業協同組合（えちぜんみやまのうぎょうきょうどうくみあい、通称:JA越前美山）は、かつて福井県福井市に本店を置いていた農業協同組合。2009年1月に福井市農業協同組合に合併された。

## 概要
- 1988年4月1日、旧美山町内の4農協が合併して誕生。
  - 管轄の区域は福井市（旧美山町）
  - 本店は福井県福井市美山町5-34にあった。
- 2009年1月1日、福井市農業協同組合（JA福井市）に吸収合併され消滅。